# مؤسسة إكلبس
مؤسسة إكليبس مؤسسة لاربحية مطوّرة مشروع إكليبس وصاحبة رخصة إكليبس العمومية، تأستت عام 2003 بشكل غير رسمي من اتحاد أكثر من خمسين بائع ومطور برمجيات كأوراكل وآي‌ بي‌ إم ونوكيا.

## وصلات خارجية
- الموقع الرسمي